# 仙台南郵便局

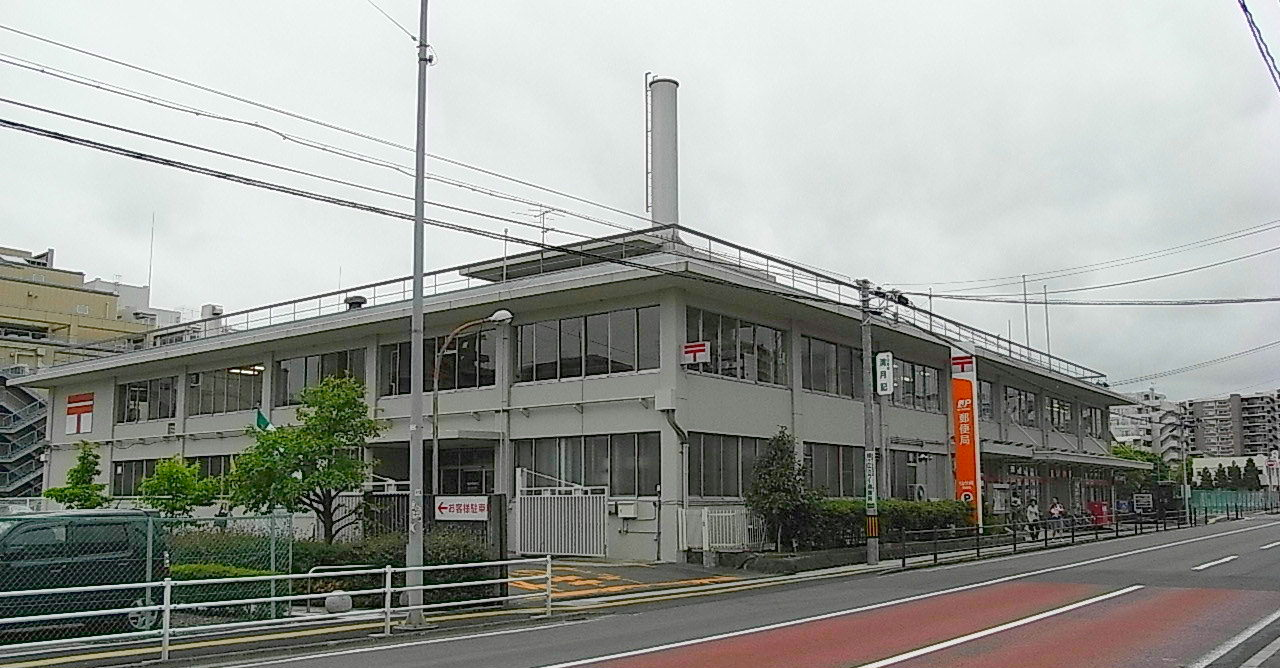
東日本大震災以前の局舎

仙台南郵便局（せんだいみなみゆうびんきょく）は宮城県仙台市太白区長町にある郵便局である。民営化前の分類では無集配普通郵便局であった。

## 概要
住所：〒982-8791 宮城県仙台市太白区長町七丁目21番12号
かつては集配普通郵便局であったが、2002年（平成14年）に新仙台郵便局が開局した際、同局へ集配業務を移管、無集配普通郵便局となった。ただし、新仙台郵便局は郵便事業専門の郵便局として開局したため、郵便貯金・簡易保険の外務業務は移管されず引き続き受け持っており、私書箱も引き続き設置されている。この流れで、民営化された現在も、太白区全域における、貯金・保険の渉外担当社員（貯保外務設置局扱い）を配置している。 
民営化に伴って一時期分社化されていたかつての郵便事業の支店・分室は併設されていないが、太白区の中心部という立地上から、民営化前の夜間窓口のスペースを利用して、ゆうゆう窓口が設置されていた（平日は8:00 - 9:00、土日祝は9:00 - 15:00）。なお、私書箱が窓口内に設置されている関係上、私書箱に届いた郵便物の取り出しはこのゆうゆう窓口を通しての利用となっていた（ただし、不在郵便物・荷物の受取等は新仙台郵便局への事前連絡が必要）。
2011年（平成23年）3月11日の東日本大震災で被災したことに伴い、営業停止に追い込まれた（仙台市内の基幹局9局中、唯一営業停止に追い込まれた）。当面の仮店舗等の設置は実施せず、近隣のローソンでの切手購入やゆうパック差出およびザ・モール仙台長町Part.2に設置された店舗外ATMの利用、郵便事業新仙台支店の私書箱を利用するなどし、貯保外務に関する業務は当局所属の社員の避難先である仙台中央郵便局などがあたることで当面の間対処していたが、2012年（平成24年）2月1日に敷地内に仮設店舗が設置され、ようやく一部窓口業務などが営業再開となった。
2012年（平成24年）10月15日付で、ようやく新店舗での営業が開始された。被災前の建物は、集配局時代のものをそのまま利用していた関係もあり、新店舗は、被災前の4分の1程度の規模となった。また、ゆうゆう窓口の位置づけが民営化見直しの過程で変わったこともあり、新店舗にはゆうゆう窓口の再設置は見送られた（私書箱は、正式に復旧し、引き続き設置された）。

## 分室
分室はなし。かつて存在した分室は以下のとおり。
- 保険分室 - 1949年（昭和24年）に廃止。
- 新屋敷分室 - 現在の根岸町に保険局内分室として開設。1972年（昭和47年）に廃止。

## 沿革
- 1872年12月1日（明治5年11月1日） - 陸前国名取郡長町に長町（ながまち）郵便取扱所として開局。
- 1875年（明治8年）1月1日 - 長町郵便局（五等）となる[3]。
- 1884年（明治17年）3月 - 仙台郵便局長町支局となる。
- 1886年（明治19年） - 廃止。
- 1886年（明治19年）4月22日 - 長町郵便受取所として再設置されるも、その後再び廃止。
- 1901年（明治34年）3月10日 - 長町郵便受取所として再々設置。
- 1905年（明治38年）4月1日 - 長町郵便局（三等）となる。
- 1915年（大正4年）3月6日 - 集配事務を開始[4]。
- 1920年（大正9年）1月26日 - 電信取扱を開始[5]。
- 1944年（昭和19年）3月11日 - 特定郵便局から普通郵便局に局種別改定[6]。
- 1949年（昭和24年）7月23日 - 保険分室を廃止[7]。
- 1951年（昭和26年）8月8日 - 仙台地方簡易保険局が当局郵便区内へ移転したことに伴い、保険局内分室を設置[8]。
- 1956年（昭和31年）9月1日 - 保険局内分室において、電話通話および和文電報受付事務の取扱を開始。
- 1958年（昭和33年）7月1日 - 仙台南郵便局に改称。同日、保険局内分室を新屋敷分室に改称。
- 1967年（昭和42年）3月20日 - 局舎を新築、移転。
- 1972年（昭和47年）7月21日 - 新屋敷分室を廃止。
- 1996年（平成8年）7月1日 - 外国通貨の両替および旅行小切手の売買に関する業務取扱を開始。
- 2002年（平成14年）10月7日 - 同日開局した新仙台郵便局に集配業務を移管。郵便番号を「〒982-8799」から「〒982-8791」に変更。
- 2007年（平成19年）10月1日 - 民営化。
- 2011年（平成23年）3月11日 - 東日本大震災で被災し、建替が必要となったため、営業を停止（仙台市内の基幹局9局中唯一営業停止に追い込まれた）。この間の仮店舗の設置はされない。
- 2012年（平成24年）2月1日 - 仮設店舗を設置し、外務などの一部の業務を除いて営業を再開。
- 2012年（平成24年）10月1日 - 日本郵便株式会社発足。
- 2012年（平成24年）10月15日 - 新店舗での営業開始。

## 取扱内容
- 郵便、印紙、ゆうパック、内容証明
- 貯金、為替、振替、振込、国際送金、外貨両替、国債、投資信託
- 生命保険、バイク自賠責保険、自動車保険、変額年金保険
- ゆうちょ銀行ATM

## 周辺
- ララガーデン長町
- ザ・モール仙台長町
- 仙台市太白区役所
- 仙台市立長町南小学校
- 日本年金機構仙台南年金事務所
- 地底の森ミュージアム
- 仙台市体育館
- 秋田銀行仙台南支店
- 荘内銀行長町支店・長町支店ザ・モール仙台長町出張所・名取エアリ支店
- きらやか銀行仙台長町支店・仙台コンサルティングステーション

## アクセス
- 仙台市地下鉄南北線 長町南駅から徒歩で約8分、もしくはJR東北本線 長町駅から徒歩で約14分。
- 仙台南部道路 長町ICから北西へ約3km。
- 国道286号の長町中前交差点を南に折れてすぐ。
- 駐車場あり：31台